# Saint-Michel-de-Rieufret
Saint-Michel-de-Rieufret (en occitano Sent Miquèu de Riufred) es una comuna francesa situada en el departamento de Gironda, en la región Nueva Aquitania.

## Demografía
| 144 | 141 | 153 | 278 | 471 | 498 | 814 |
| Para los censos de 1962 a 1999 la población legal corresponde a la población sin duplicidades (Fuente: INSEE [Consultar]) |     |     |     |     |     |     |